# 1263
- Wikisource

| Calendário gregoriano                                                        | 1263 MCCLXIII                                          |
| Ab urbe condita                                                              | 2016                                                   |
| Calendário arménio                                                           | 712 – 713                                              |
| Calendário bahá'í                                                            | -581 – -580                                            |
| Calendário budista                                                           | 1807                                                   |
| Calendário chinês                                                            | 3959 – 3960 Início a 10 de fevereiro (aproximadamente) |
| Calendário copta                                                             | 979 – 980                                              |
| Calendário etíope                                                            | 1255 – 1256                                            |
| Calendários hindus - Vikram Samvat - Calendário nacional indiano - Cáli Iuga | 1318 – 1319 1184 – 1185 4363 – 4364                    |
| Calendário Holoceno                                                          | 11263                                                  |
| Calendário islâmico                                                          | 661 – 662                                              |
| Calendário judaico                                                           | 5023 – 5024                                            |
| Calendário persa                                                             | 641 – 642                                              |
| Calendário rúnico                                                            | 1513                                                   |
| Calendário solar tailandês                                                   | 1806                                                   |

1263 (MCCLXIII, na numeração romana) foi um ano comum do século XIII do Calendário Juliano, da Era de Cristo, e a sua letra dominical foi G (52 semanas), teve início numa segunda-feira e terminou também numa segunda-feira.
No reino de Portugal estava em vigor a Era de César que já contava 1301 anos.
| Ano completo                         |
| ------------------------------------ |
| Ano comum com início à segunda-feira |

## Eventos
- Acordo de D. Afonso III com o rei de Castela acerca do Algarve.
- Legitimação papal do casamento de D. Afonso III com D. Beatriz.